# Tigerklou
Tigerklou var en svensk adelsätt som tidigare hette Loccenius. Ätten adlades 1673 och introducerades 1675. Ätten Tigerklou utslocknade den 2 maj 1864 på svärdssidan och den 11 februari 1924 på spinnsidan med Ebba Tigerklou.

## Historik
Stamfader för ätten är professor skytteanus Johannes Loccenius som var borgarson från Itzehoe, Holstein och inkallades till Sverige och Uppsala universitet av Johan Skytte. Med sin första hustru, Ursula Tamm vars far enligt Gabriel Anrep var patricier, fick han sonen Albrecht Loccenius (död 1707 eller 1709) som var sekreterare i Krigskollegium och i den egenskapen diplomat med ambassader till Frankrike och England. Hans hustru var Anna Ingeborg Cronberg, dotter till Börje Olofsson Bureus Cronberg och Anna Maria Gyldenklou. År 1673 adlades Johannes och Albrecht Loccenius på namnet Tigerklou, men fick rätt att fortsätta använda namnet Loccenius. Ätten introducerades år 1675 på nummer 844.
Albrecht Loccenius och Anna Ingeborg Cronberg hade två barn, varav en dotter, Anna Maria Tigerklou som för var gift von Chemnitz och sedan efter skilsmässa med en bonddräng. De fick också en son, Börje Tigerklou, som var kapten vid Östgöta infanteri och under en tid var krigsfånge. Hans hustru var friherrinnan Catharina Hedvig Leijonhielm, vars mor var en Leijoncrantz. Börje Tigerklou inrättade Tigerklouska familjegraven i Krigsbergs kyrka.
De hade många döttrar men bara en blev gift, med rådmannen Assar Abring. Ätten fortlevde på svärdssidan med bara en son, Albrecht Tigerklou, som var överstelöjtnant och deltog i Hattarnas ryska krig och pommerska kriget. Hans hustru var en Skytte af Sätra, och han fick med henne två söner varav en förde ätten vidare på svärdssidan, Johan Albrecht Tigerklou, som deltog i Gustav III:s ryska krig och slutligen fick titeln kapten. Hans hustru var stiftsfröken Catharina Ulrika Bäck född i adelsätten Bäck i Finland vars mor var en Swebilia. Med deras barn slocknade ätten, på svärdssidan 1864 med kapten Albrecht Tigerklou.